# Neptis kamarupa
Neptis kamarupa är en fjärilsart som beskrevs av Moore 1874. Neptis kamarupa ingår i släktet Neptis och familjen praktfjärilar. Inga underarter finns listade i Catalogue of Life.